# Bresle (rivier)
De Bresle is een 72 kilometer lange rivier in Frankrijk die bij Le Tréport in het Kanaal uitmondt. De benedenloop vormt de grens tussen de Franse departementen van de Somme en Seine-Maritime, dat wil zeggen tussen Picardië en Normandië.
De rivier stroom onder meer door Aumale en Eu.
Aan de rivier ligt ook een kleine gemeente met de naam Bresle.

## Toponiemen
Gemeentenamen die naar de rivier verwijzen:
- in Seine-Maritime: Vieux-Rouen-sur-Bresle, Blangy-sur-Bresle
- in Somme: Saint-Germain-sur-Bresle, Saint-Léger-sur-Bresle, Bouvaincourt-sur-Bresle

- Bibliothèque nationale de France: cb11948559n (data)
- Gemeinsame Normdatei: 4286512-8
- Système universitaire de documentation: 027445933
- Virtual International Authority File: 145144648608166779955